# Busicom
Busicom K.K. (jap. ビジコン株式会社, Bijikon Kabushiki-gaisha, engl. Business Computer Corporation) war ein japanischer Hersteller von mechanischen und elektronischen Rechenmaschinen. Das Unternehmen mit Sitz in Taitō, Tokio war einer von vielen internationalen Wettbewerbern im gerade aufstrebenden Geschäft mit diesen teilmechanischen Rechnern.

## Firmengeschichte

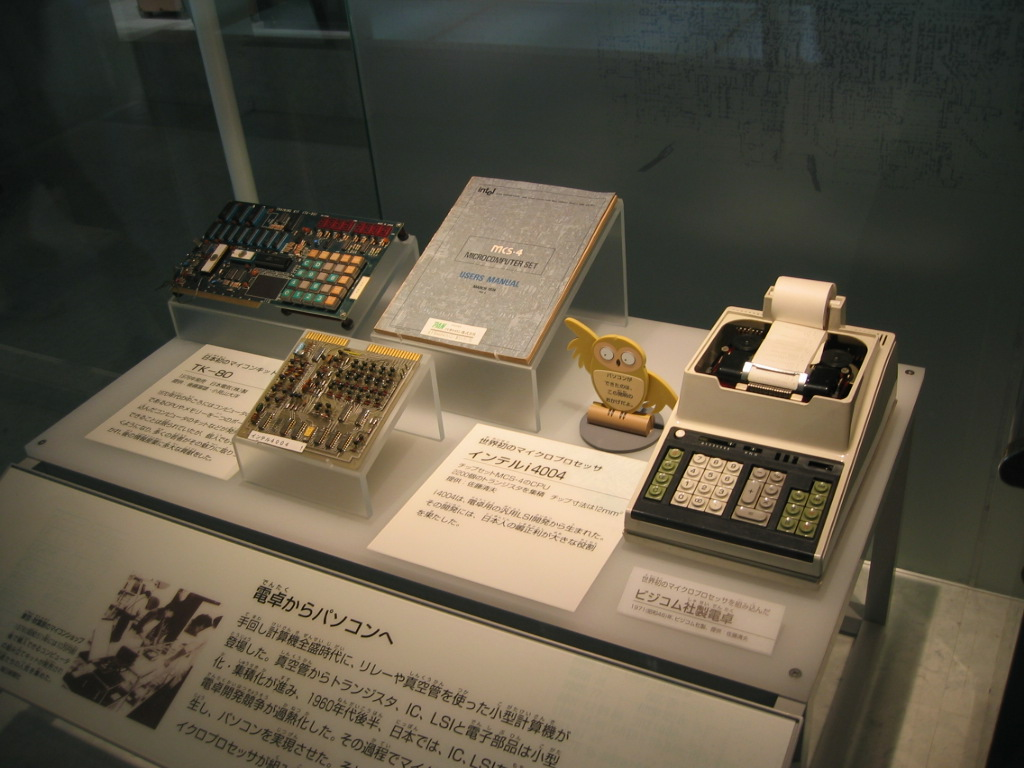
Tischrechner von Busicom

Das Unternehmen wurde am 22. April 1918 gegründet und am 8. August 1944 als Aktiengesellschaft eingetragen.
Etwa ab 1970 entstanden in zwei Kooperationen, eine mit Mostek und eine andere mit Intel, zwei wegweisende Beispiele für die Architektur von elektronischen Rechnern.
Dabei wurde Mostek mit dem Entwurf und der Fertigung eines „single-chip“-Schaltkreises beauftragt, welcher unter anderem den Bau des ersten kommerziellen voll-integrierten Taschenrechners ermöglichen sollte. Der daraus entstandene IC MK6010 wurde erstmals im Tischrechner Busicom Junior eingesetzt, welcher seither als erste Rechenmaschine mit vollintegrierter Elektronik gilt. Das nachfolgende Modell Busicom Handy LE-120A wurde bereits im Januar 1971 fertiggestellt und kam für 89.800 Yen in den Handel. Dieser Rechner war äußerst kompakt (72 × 124 × 24 mm), batteriebetrieben und verfügte über den gleichen integrierten Schaltkreis MK6010 wie sein Vorgänger. Zusätzlich wurde erstmals eine 12-stellige LED-Siebensegmentanzeige verwendet. Dieses Modell gilt als erster Taschenrechner dieser Art.

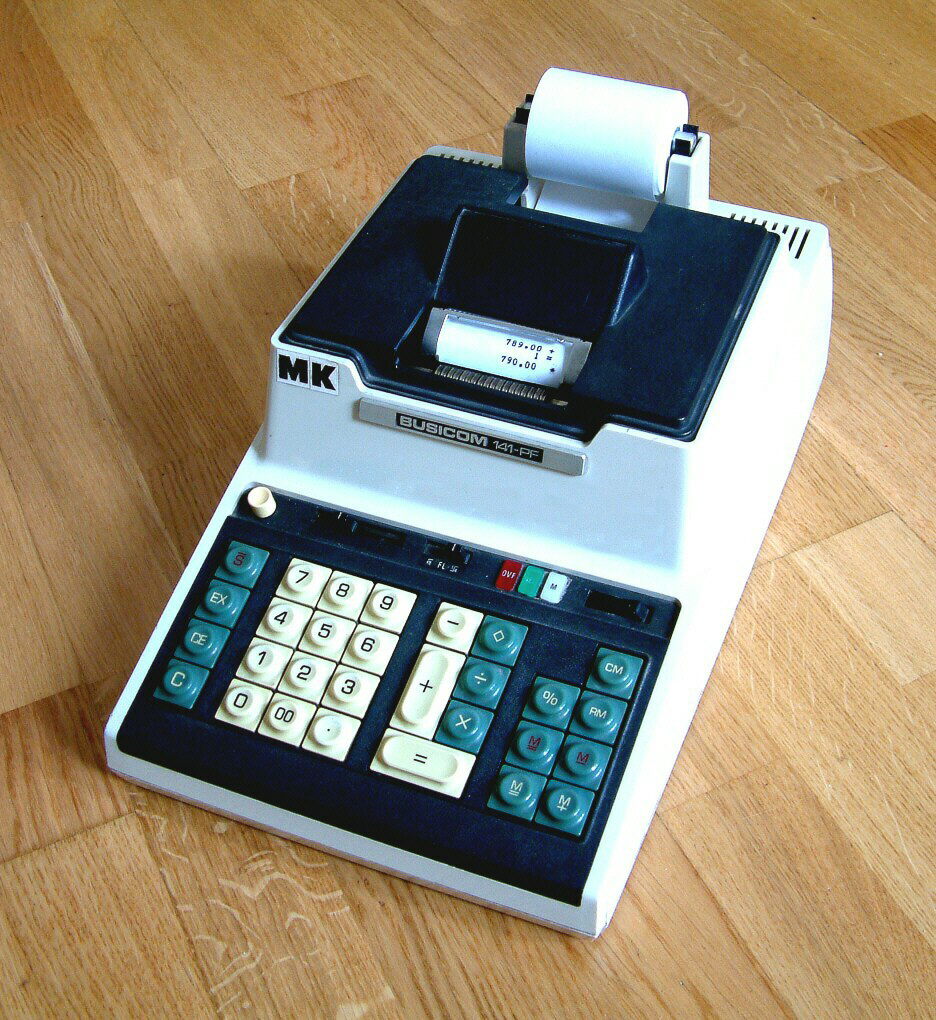
Busicom 141-PF

Intel wurde zur gleichen Zeit mit der Entwicklung eines komplexen, aber flexiblen Chipsatzes für Rechenmaschinen beauftragt. Als Ergebnis brachte Intel den Mikroprozessor 4004 heraus, an dessen Entwicklung der Busicom-Mitarbeiter Masatoshi Shima wesentlich beteiligt war. Der 4004 stellte zusammen mit einigen anderen Chips, wie z. B. einem ROM zur Speicherung des Maschinencodes, ein vollwertiges Mikroprozessorsystem dar. Die erste elektronische Rechenmaschine mit einem solchen Mikroprozessor war das Modell Busicom 141-PF. Sie kam im Oktober 1971 für 159.800 Yen (= 1.591,34 DM) auf den Markt.
Diese beiden Geräte zählen gemeinhin zu den bedeutendsten Meilensteinen in der Computergeschichte.
Im Jahre 1973 ging Busicom aufgrund des enormen Kostendrucks durch die immer zahlreichere Konkurrenz in den Konkurs. Die Patentrechte am 4004, der weltweit ersten Mikroprozessor-CPU, hatte Intel kurz zuvor von Busicom zurückgekauft. Das Unternehmen wurde danach reorganisiert und stellte bis mindestens 2000 Netzwerkzubehör wie Router und Modems her, wobei die Website 2007 abgeschaltet wurde.
Daneben wurde der Markenname Busicom nach 1973 noch von einem ehemaligen Vertriebspartner aus England weiterhin genutzt.